# نيل إدواردز (لاعب كرة قدم)
نيل إدواردز (بالإنجليزية: Neil Edwards)‏ (2 يوليو 1967 بليفربول في المملكة المتحدة - ) هو لاعب كرة قدم بريطاني في مركز الهجوم. لعب مع نادي بيرنلي ونادي ليفربول.